# (30705) Idaios
(30705) Idaios (3365 T-3) – planetoida z grupy trojańczyków okrążająca Słońce w ciągu 11,98 lat w średniej odległości 5,23 j.a. Odkryta 16 października 1977 roku.